# Elektronische Zeitschrift für Agrarinformatik
Elektronische Zeitschrift für Agrarinformatik (eZAI) ist das offizielle Organ der Gesellschaft für Informatik in der Land-, Forst- und Ernährungswirtschaft (GIL e.V.).
Die eZAI wird jährlich mindestens einmal mit ca. 12 Beiträgen aus der Agrarinformatik in unterschiedlichen Rubriken und mit Schwerpunktthemen herausgegeben. Die eZAI ist ein „Peer Reviewed Journal“, eingereichte Beiträge werden begutachtet. Interessierte können Beiträge nach Anmeldung online einreichen. Der Begutachtungsprozess läuft vollständig online über Open Journal Systems. Der Schriftleiter ist derzeit Peter Korduan.